# Cavedine
Cavedine is een gemeente in de Italiaanse provincie Trente (regio Trentino-Zuid-Tirol) en telt 2799 inwoners (31-12-2004). De oppervlakte bedraagt 38,3 km², de bevolkingsdichtheid is 73 inwoners per km².
De volgende frazioni maken deel uit van de gemeente: Brusino, Cavedine, Stravino, Vigo Cavedine en Lago di Cavedine.

## Demografie
Cavedine telt ongeveer 1072 huishoudens. Het aantal inwoners steeg in de periode 1991-2001 met 10,7% volgens cijfers uit de tienjaarlijkse volkstellingen van ISTAT.
| Jaar | Inwoneraantal |
| ---- | ------------- |
| 1991 | 2467          |
| 2001 | 2730          |

## Geografie
Cavedine grenst aan de volgende gemeenten: Trento, Lasino, Dro, Cimone, Villa Lagarina en Drena.

## Galerij

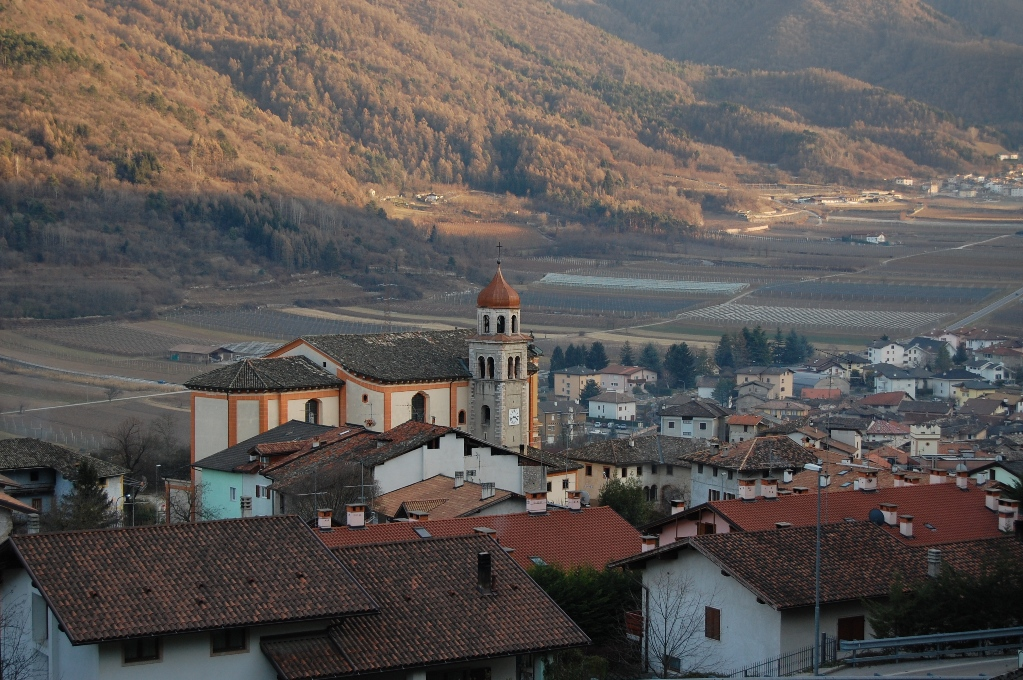
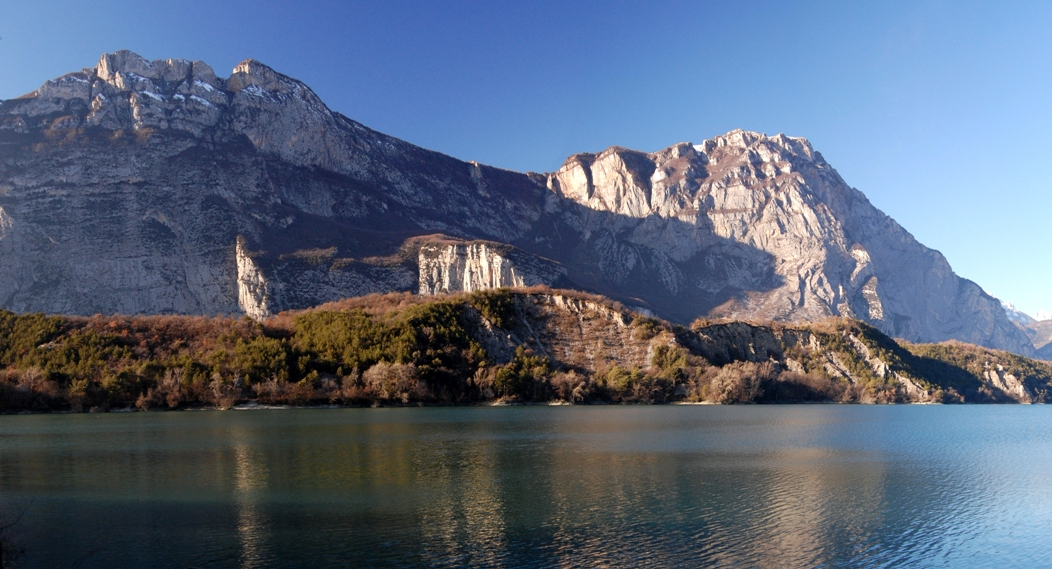
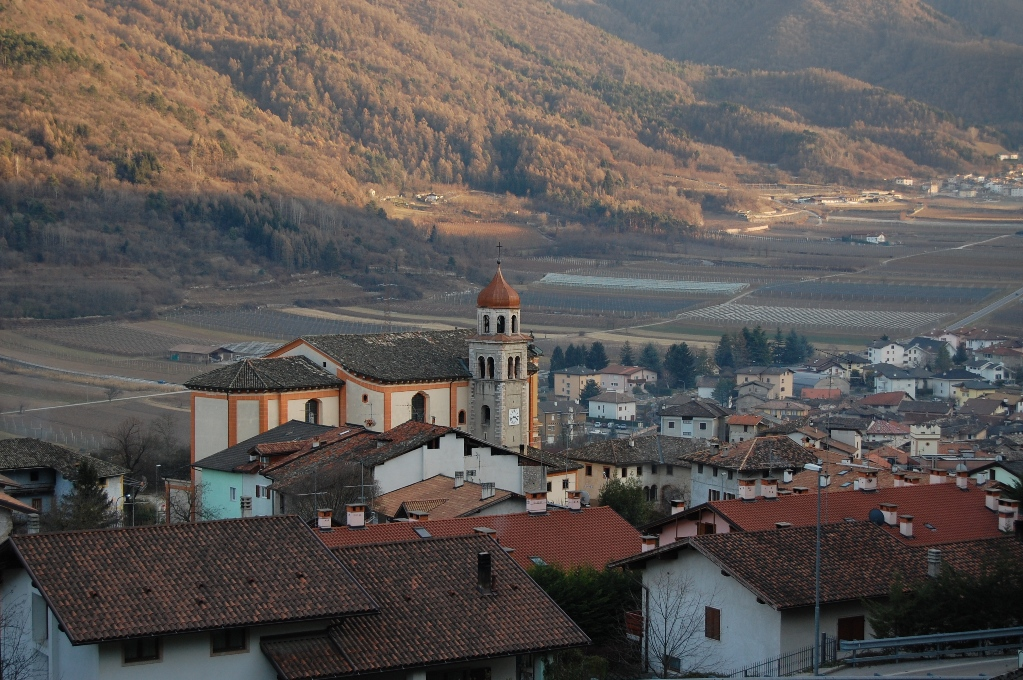